# Daniel Rose
Daniel Rose, född 31 juli 1772 i Connecticut, död 25 oktober 1833 i Thomaston, Maine, var en amerikansk politiker (demokrat-republikan). Han innehade guvernörsämbetet i Maine i några dagar i januari 1822.
Rose studerade vid Yale, arbetade som läkare och deltog i 1812 års krig. År 1820 tillträdde han som ledamot av Maines senat och två år senare som talman. Guvernör William D. Williamson, som hade tillträtt ämbetet i egenskap av talman i Maines senat, hade avgått i december 1821 och Benjamin Ames hade därefter innehaft guvernörsämbetet i egenskap av talman i Maines representanthus. I och med att Rose tillträdde som ny talman i Maines senat fick han inneha guvernörsämbetet fram till början av Albion K. Parris ordinarie mandatperiod som guvernör.
Efter sin tid som talman i delstatens senat tillträdde Rose 1824 som chef för delstatens fängelse i Thomaston. Fängelset med de underjordiska cellerna hade ritats enligt Roses planer. Tanken bakom de 56 cellerna under jorden var att väcka skuldkänslor hos fångarna. År 1828 avgick han som fängelsechef.